# 아이비 (가수)
아이비(IVY, 본명: 박은혜, 1982년 11월 7일 ~ )는 대한민국의 가수, 뮤지컬 배우이다. 아이비는 어린 시절부터 부모님이 모두 음악 관련 일을 하여 음악을 가까이 하고 자랐다. 대학교 재학 당시 이가기획으로 오디션을 보러 갔고, 합격하면서 가수 트레이닝을 받기 시작했다. 원래 발라드 가수로 데뷔할 예정이었으나, JYP 엔터테인먼트의 박진영을 만나면서 댄스 가수로 진로를 바꿨으며 2005년 팬텀 엔터테인먼트(구 이가기획)를 통해 첫 번째 정규 음반 《My Sweet and Free Day》를 발매하면서 정식으로 데뷔했다. 아이비는 데뷔 음반에서 〈오늘밤 일〉, 〈A ha..〉, 〈바본가봐〉와 같은 곡을 히트시켰다. 2007년에는 두 번째 정규 음반 《A Sweet Moment》를 발매했다. 이 음반의 타이틀곡이자 수록곡 〈유혹의 소나타〉와 〈이럴거면〉은 음악 프로그램에서 1위에 오르며 큰 성공을 거뒀다. 특히 이 음반으로 제22회 골든디스크 디지털음원부문 대상, 대한민국 연예예술상과 엠넷 아시안 뮤직 어워드 여자가수상 등을 수상하며 정상급 여자 가수로 거듭났다. 하지만 같은 해에 불미스러운 사건들이 일어나면서 모든 활동을 중단했다. 이후 작사 등을 하면서 간헐적으로 음악 활동을 하다가 2009년 세 번째 정규 앨범 《I Be..》를 발매하면서 가요계에 컴백했다. 2010년부터는 뮤지컬 배우 활동과 가수 활동을 병행하다가 2013년 중반 이후부터 최근까지는 뮤지컬 배우 겸 연극배우로서 주로 활동하고 있다.

## 학력
- 서울대길초등학교 (전학)
- 용남초등학교 (졸업)
- 용남중학교 (졸업)
- 용남고등학교 (졸업)
- 동덕여자대학교 방송연예학과 (학사)

## 생애

### 1982–2004: 어린 시절, 데뷔 전
아이비(박은혜)는 1982년 11월 7일 대한민국 서울특별시 영등포구 신길동에서 태어났다. 어렸을 적에는 류머티스 관절염 때문에 걷기도 힘들었다고 한다. 아이비의 어머니 김효정은 성악 전공을 했고, 아버지 박철원은 해군본부 군악대 부사관이었다. 아이비의 가족은 아이비가 12살이 될 무렵까지 신길동에서 거주했고, 아이비는 그곳에서 서울대길초등학교에 다니며 유년 시절을 보냈다. 또 3살 어린 여동생이 있고, 어릴때부터 부모님이 모두 음악 관련 일을 하여 음악을 가까이 했다.
용남중학교때까지는 합창부 활동을 했고, 용남고등학교 시절에는 청산가리라는 6인조 그룹사운드를 결성해 메인보컬로 활동했다고 한다. 이후 고등학교를 졸업하고 2001년에 동덕여자대학교 방송연예과로 진학했다. 그녀는 과 동기들과 함께 갔던 신입생 환영회에서 장기자랑 시간을 통해 노래를 불렀는데, 이 모습을 본 동기 조윤희가 감동을 받고 아이비에게 가수를 해도 되겠다는 말을 하면서 당시 자신의 소속사였던 이가기획(팬텀)을 소개시켜줬으며 오디션에 참가하는 것을 추천하는 조언을 했다. 그 일을 계기로 해당 기획사에 오디션을 보러 갔으며 2번째 과정에서 합격했다. 그뒤 가수 트레이닝을 시작했고, 2002년 재즈댄스를 통해서 처음으로 춤을 배웠다. 그당시 아이비의 댄스 레슨을 담당하던 안무가는 아이비의 몸이 매우 뻣뻣하다고 말했다고 한다. 아이비는 이러한 신체적 약점을 트레이닝으로 조금씩 극복해나갔다. 한편 아이비는 원래 2004년에 데뷔 음반을 준비하던중 발라드 가수로 데뷔할 예정이었지만, JYP 엔터테인먼트의 박진영을 만나면서 댄스 가수로 장르를 본격적으로 바꾸게 되었다. 이 와중에 데뷔전 아이비는 이가기획과 JYP 엔터테인먼트의 연습생으로 있는 동안 대한민국의 가수 이수영의 6.5집 앨범 수록곡인 〈꽃들은 지고〉의 뮤직비디오에 출연했다.

### 2005.07–2007.10:My Sweet And Free Day,A Sweet Moment

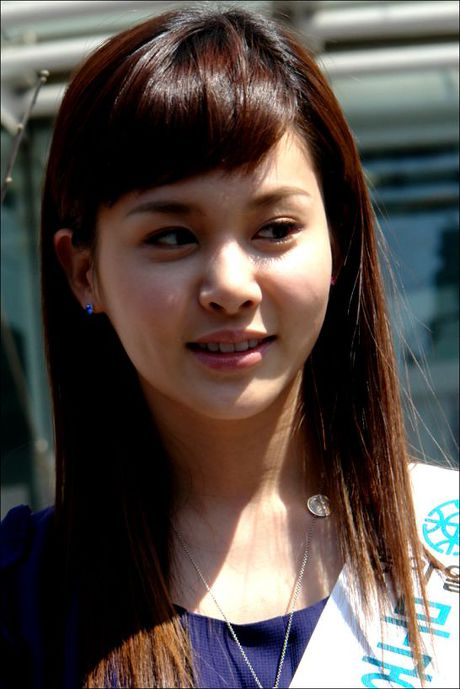
2007년 4월 4일 동아일보 사옥 앞에서 식목일 기념 무궁화 묘목 무료 나눠주기 행사에서 아이비.

아이비는 JYP의 박진영과 팬텀 엔터테인먼트가 손을 잡고 4년동안 극비리에 준비해 내세운 슈퍼 신인으로서 2005년 첫 싱글 〈오늘밤 일〉을 발표하며 공식적으로 데뷔했다. 과거 아이비의 소속사였던 팬텀은 당시 아이비가 댄스, 발라드 등 모든 장르를 소화할 보컬을 지녔고 춤실력까지 겸비해 성장 가능성이 무궁무진하다고 소개하기도 했다.
곧이어 두 번째 싱글 〈A-ha〉가 발표되었다. 〈A-ha〉는 아이비의 춤 실력과 섹시한 무대 매너를 보이는 데 충분하였다. 2005년 7월 19일 드디어 아이비의 데뷔 앨범 My Sweet and Free Day가 발매되었다. 타이틀곡은 〈오늘밤 일〉이다. 이어서 후속곡 〈바본가봐〉로 활동하였는데, 발라드풍의 노래로 아이비의 가창력을 입증하는 데 충분하였으며 온라인에서 돌풍을 일으켜 음원 매출만 10억원이 넘었다. 그리고 그 인기에 힘입어 각종 CF계를 섭렵하기도 했는데 캐주얼 브랜드 베이직하우스와 전속 모델 계약을 하였으며 화장품 캐시캣과도 거액의 CF 계약을 하며 CF퀸으로 거듭났었다. 또한 사이언에서 아이비의 이름을 딴 '아이비 폰'이 출시되기도 하였다. 아이비는 데뷔를 성공적으로 마치자 연말 시상식에서 각종 상을 휩쓸었다. 2005년 골든디스크 시상식에서는 신인상을, 대한민국연예예술상 시상식에선 댄스부문 가수상을 수상하였다. SBS 가요대전에서도 신인상을 수상하며 위력을 보였다. 뿐만 아니라 코리아베스트드레서 시상식에서 가수부문 베스트 드레서상도 받게 되었다. 뒤이어 MBC 10대 가수 가요제에서도 신인상을 수상하였다.
2005년 성공적으로 데뷔식을 마친 아이비는 2007년 2월 12일 2집 A Sweet Moment를 발매하며 컴백 준비에 돌입하였다. 소속사측에선 당시 완성도가 매우 높은 앨범이라고 소개하였다. 음반 발매 후 본격적인 활동도 하기 전이었지만 타이틀곡
〈유혹의 소나타〉를 필두로 〈이럴거면〉, 〈Cupido〉 등 무려 6곡 이상이 각종 음악 사이트 상위권을 석권하며 대박 조짐을 보였고, 오프라인 음반 판매에서도 매우 높은 수치를 보였다. 그리고 곧 베토벤의 〈엘리제를 위하여〉를 샘플링한 곡 〈유혹의 소나타〉는 대박을 터뜨렸다. 일명 '마귀 춤'이라는 안무도 유행하였으며 각종 차트의 1위를 석권하기도 하였다. 2007년 3월에는 MTV가 선정한 이달의 아티스트로 뽑히기도 했다. 그러나 2집 A Sweet Moment의 타이틀 곡인 〈유혹의 소나타〉의 뮤직비디오가 파이널 판타지 7 어드벤트 칠드런을 표절했다는 사실이 일었고 이에 스퀘어 에닉스로부터 방송 금지 가처분 신청을 받았으며 해당사는 상영 금지 처분을 내렸다. 하지만 〈유혹의 소나타〉는 '마귀 춤' 등으로 대한민국에서 폭발적인 반응을 얻었고, 그 결과 대한민국의 대표적인 섹시 가수로 거듭났다. 또한 후속곡 〈이럴거면〉 역시 좋은 반응을 얻었다. 한편 그녀는 연기 활동도 병행했는데, SBS에서 4부작으로 방영된 드라마 ’도쿄 여우비’에 출연해 연기자로서의 모습을 보여주기도 했다.

### 2007.04 / 2007.11–2009: 폭행 사태 및 슬럼프, 공백기
2007년 4월 중순 Mnet 《스쿨 오브 락》 녹화 후 아이비의 일부 경호원들이 극성 아이비 팬인 학생들을 폭행했으며 아이비 측이 이들을 고용한 것처럼 오해를 받아 논란이 일기도 하였다. 또한 2007년 말 전 남자 친구의 동영상 유포 협박 의혹 사건으로 활동을 중단하는 사태가 일어났다. 이 사건으로 아이비의 전 남자 친구 유모씨가 공갈 및 협박, 기물 파손 혐의로 구속되었다. 동영상 유포 협박 사건으로 아이비는 한 순간에 정상에서 바닥까지 추락하였다. 또 이러한 탓 때문인지 아이비가 부를 뻔한 〈미쳤어〉는 손담비가 부르게 됐다. 이후 활동을 모두 중단했고, 쉬는 동안에 라이트하우스라는 이름으로 샤이니의 〈마지막 선물〉, 소녀시대의 〈Dear. Mom〉 등을 작사하며 간간이 음악 활동을 했다.

### 2009.10–2012.04:I Be..와INTERVIEW

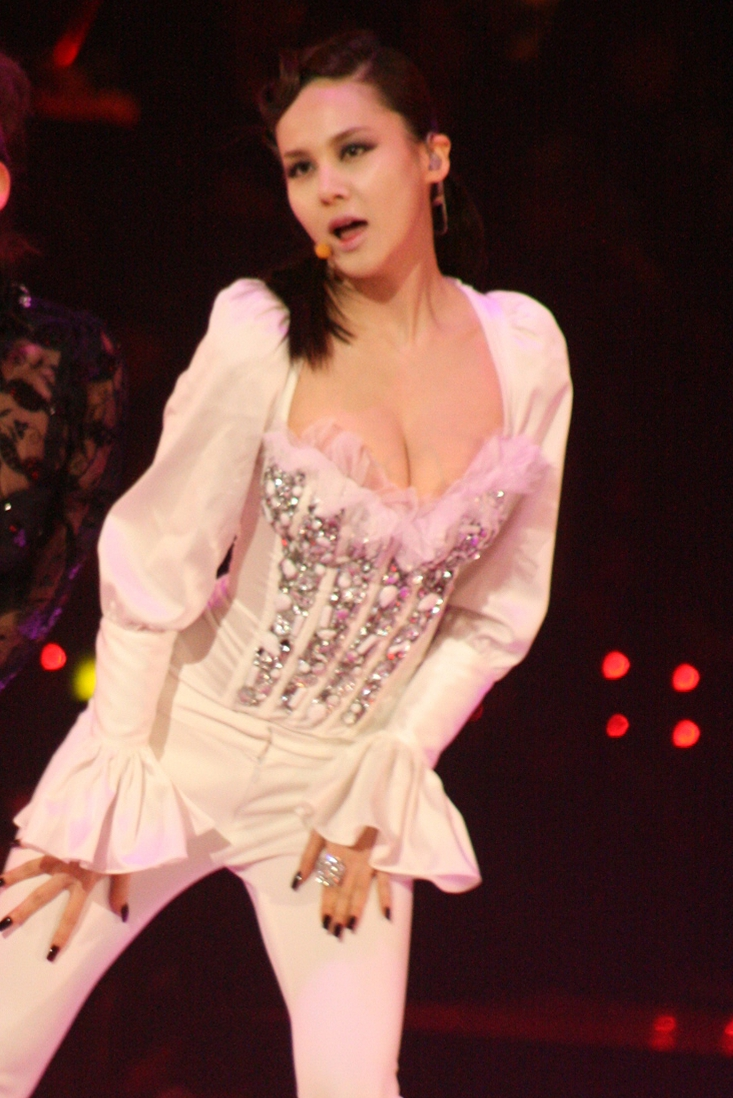
2009년 Mnet 아시안 뮤직 어워드에서 〈Touch Me〉 공연 중의 아이비.

아이비는 비디오 사건 이후인 2009년부터 새 음반 작업을 시작했고, 음반 발매 전 공식 홈페이지를 오픈하며 앨범 준비 과정을 전해 컴백을 알렸다. 이후 2009년 10월 29일 정규 3집 I Be..를 발매했다. 이 음반의 경우 윤일상, 김도훈, 싸이, 안영민, 배진렬, 박근태, 신사동호랭이 등 유명한 프로듀서들과 함께 작업했으며, 신보 작업에는 3억 5000만원 정도가 소요되었다. 아이비는 11월 1일 SBS 《인기가요》에서 컴백을 시작으로 타이틀 곡 〈Touch Me〉로 활동을 할 예정이었지만, 당시 소속사였던 디초콜릿이앤티에프가 KBS와 MBC의 몇몇 PD에게 로비를 해 방송 출연을 할 수 없게 되었다. 또한 〈Touch Me〉 뮤직비디오가 선정성을 이유로 SBS와 MBC에서 방송 불가 판정을 받았다. 이러한 상황들이 겹치면서 그리 좋은 반응을 얻지는 못했다. 하지만 3집의 후속곡인 〈눈물아 안녕〉이 KBS 《뮤직뱅크》 케이차트에 10위권 안으로 진입하면서 정상적으로 가요계에 컴백할 수 있었다. 아이비는 음악 활동을 잠시 접고 2010년 7월 9일부터 8월 14일까지 셰익스피어의 《말괄량이 길들이기》를 원작으로 한 코미디 뮤지컬 《키스 미 케이트》에 출연하며 뮤지컬 배우로서 데뷔했다.
한편, 아이비는 2009년 초 폴라리스 엔터테인먼트로 소속사를 이적할 예정이었지만, 전속권은 스톰이앤에프에게 있다는 이유로 이전 소속사측에서 법정 분쟁을 일으켰고, 그 결과 2011년 9월 승소하며 소속사를 옮겼다. 이와는 별개로 2012년 2월, 아이비는 2008년 3월부터 만났던 작곡가 김태성과 2011년 말에 결별했다고 밝혔다. 아이비는 소속사와의 분쟁이 끝난 후, 2012년 4월 27일 첫 미니 음반 INTERVIEW를 발매했다. 이번 앨범은 이전의 앨범들과 달리 타이틀곡 〈찢긴 가슴〉을 포함해 다섯 곡 모두 발라드와 미디엄 템포 노래들로 이루어졌다. 단기간의 음반 활동을 마치고 2012년 여름에는 뮤지컬 《시카고》에서 주연 '록시 하트'를 맡아 연기했다. 이어서 6월 19일에는 SBS의 드라마 《추적자 THE CHASER》의 OST 〈좋은 사람〉을 발매했다. 9월부터는 SBS의 오디션 프로그램 《내 생애 마지막 오디션》의 심사위원으로 발탁돼 고정으로 출연했다. 또한 KBS 예능 《남자의 자격》 패밀리 합창단 편에 어머니와 함께 성악단 단원으로 출연했다.
2012년 10월 29일, 제18회 한국뮤지컬대상 시상식에서 《시카고》로 여우신인상을 수상하였다. 아이비는 ‘록시 하트’ 역할을 통해 열연을 펼쳤으며, 익살스럽고 섹시한 매력을 선보였고 좋은 평가를 받았다.

### 2013.06–07:I DANCE
2013년 6월 13일 아이비는 두 번째 미니 음반 I DANCE를 발매했다. I DANCE는 동명의 타이틀곡 〈I DANCE〉, 아이비가 직접 작사・작곡에 참여한 〈Missing You〉 등의 6곡을 포함한 미니앨범으로 특히 앨범과 같은 이름의 타이틀곡 〈I DANCE〉는 아이비와 박진영이 8년만에 다시 한 번 호흡을 맞춰 화제를 모았다. 랩은 원더걸스의 유빈이 피처링을 맡았으며 무대에서는 유빈을 비롯해 고우리, 양동근, 지아 등이 날마다 번갈아가며 랩 피처링을 맡았다. 약 1달간의 활동을 했으며, 나름대로의 인기를 끌었다.

## 음반

### 정규 음반
| 앨범명                        | 발매일           |
| ----------------------------- | ---------------- |
| - 1집 - My Sweet and Free Day | 2005년 7월 19일  |
| - 2집 - A Sweet Moment        | 2007년 2월 12일  |
| - 3집 - I Be..                | 2009년 10월 29일 |

### 미니 음반
| 앨범명      | 발매일          |
| ----------- | --------------- |
| - INTERVIEW | 2012년 4월 27일 |
| - I DANCE   | 2013년 6월 13일 |

### OST
| 앨범명                | 참여/발매연도 |
| --------------------- | ------------- |
| - "도쿄 여우비"       | 2008년        |
| - "추적자 THE CHASER" | 2012년        |
| - "돈의 화신"         | 2013년        |
| - "조선 총잡이"       | 2014년        |
| - "품위있는 그녀"     | 2017년        |

### 참여 음반
- 신화 - STATE OF THE ART / 2006년 5월 10일
- 싸이 - 싸집 / 2006년 7월 18일
- MC 몽 - The Way I Am / 2006년 9월 25일
- MC 몽 - THE WAY I AM [REPACKAGE] / 2006년 12월 11일
- 샤이니 - The SHINee World / 2008년 8월 28일 (작사 - 7번 트랙 〈마지막 선물〉)
- 소녀시대 - Gee / 2009년 1월 5일 (작사 - 3번 트랙 〈Dear. Mom〉)
- MC 몽 - HUMANIMAL [REPACKAGE] / 2009년 10월 6일
- 이승철 - 이승철 25주년 기념 앨범 / 2010년 5월 4일
- DJ DOC - 풍류 / 2010년 7월 29일
- 버벌 진트 - 10년 동안의 오독 I / 2012년 6월 21일
- 양동근 - YDG Series Vol.2 Jump Down / 2015년 8월 7일
- 레이디스 코드 은비, 리세 추모곡 - 〈l'm Fine Thank You〉 / 2015년 9월 3일
- NODAY X IVY - NEWTYPE EDM Vol.2 / 2015년 11월 4일
- 하나의 코리아: United Korea 4 The World / 2016년 6월 1일

## 출연작

### 드라마, 시트콤
| 연도   | 작품명/역할                                                                            |
| ------ | -------------------------------------------------------------------------------------- |
| 2007년 | - 《거침없이 하이킥!》(MBC, 2007년 3월 29일) - 병원 손님, 아이비 본인 역 (카메오 출연) |
| 2008년 | - 《도쿄 여우비》(SBS, 2008년 6월 2일 ~ 6월 10일) - 은비 역                            |
| 2013년 | - 《몬스타》(Mnet, 2013년 6월 14일) - 상상 속의 심은하 역 (카메오 출연)                |
| 2017년 | - 《보그맘》(MBC, 2017년 9월 15일 ~ 12월 1일) - 도도혜 역                              |

### 예능

#### 2회 이상 출연 / 고정 / 반고정
| 방송채널      | 프로그램명 |
| ------------- | --- |
| KBS2          | - 《윤도현의 러브레터》 - 《해피투게더》 - 《유희열의 스케치북》 - 《대국민 토크쇼 안녕하세요》 - 《내 생애 마지막 오디션》 - 《남자의 자격》 - 《불후의 명곡 전설을 노래하다》 - 《해피선데이 - 맘마미아》                                         |
| MBC           | - 《일요일 일요일 밤에 - 남녀 대백과사전》 - 《일요일 일요일 밤에 - 돌아온 몰래카메라》 - 《황금어장 - 라디오 스타》 - 《미스터리 음악쇼: 복면가왕》('앙칼진 고양이' - 70대 가왕, '걸어서 세계속으로 집시여인', 그 외 패널 출연) - 《놀면 뭐하니?》 |
| SBS           | - 《김용만 신동엽의 즐겨찾기》 - 《야심만만》 - 《헤이헤이헤이 시즌 2》 - 《강심장》 - 《고쇼》 - 《도전 1000곡》 |
| KBS1          | - 《열린음악회》 |
| Mnet          | - 《IVY BACK》 - 《슈퍼스타K 2》 - 《슈퍼스타K 5》 - 《트로트 엑스》 |
| 온스타일      | - 《아이비의 우월한 19》 |
| FashionN      | - 《팔로우 미 3》 - 《팔로우 미 4》 - 《팔로우 미 5》 - 《팔로우 미 6》 - 《팔로우 미 7》 |
| E채널 & 채널S | - 《놀던언니》 - 《놀던언니2》 |

#### 일회성 출연
- MBC 《놀러와》
- KBS2 《불후의 명곡》
- KBS2 《미녀들의 수다》
- tvN 《SNL 코리아 시즌 4》
- KBS2 《1 대 100》
- KBS2 《가족의 품격 풀하우스》
- KBS2 《세대공감 토요일》 - 179회(2013년 6월 29일 토요일), 김보민 아나운서와 함께 출연
- Mnet 《비틀즈 코드 시즌2》
- MBC 《스타 다이빙 쇼 스플래시》
- Mnet 《비틀즈 코드 3D》
- FashionN 《화장대를 부탁해》
- JTBC 《아는형님》 - 265회, 주원과 동반 출연
- TV조선 《식객 허영만의 백반기행》
- MBC 《심야괴담회 시즌3》

### 뮤직비디오
| 연도   | 가수명/곡명              |
| ------ | ------------------------ |
| 2004년 | - 이수영 - ‘꽃들은 지고’ |
| 2006년 | - 세븐 - ’밤새도록‘      |
| 2015년 | - 아이언 - ’blu’         |

### CF
| 연도 | 내용                                                                              |
| ---- | --------------------------------------------------------------------------------- |
| 2005 | - '베이직 하우스' 전속 모델 (2005년 ~ 2007년) - 'ED HARDY' 아시아 모델 - 'Iriver' |
| 2006 | - LG생활건강 화장품 '캐시캣' - 광동제약 '스무디N' - G마켓                         |
| 2007 | - 'Missha' - '리복' - '동원F&B' - '미로'                                          |
| 2010 | - 'GUESS UNDERWEAR'                                                               |
| 2016 | - '웅진식품' 자연은 데일리-톡                                                     |

### 뮤지컬
- 2010년 《키스 미, 케이트》_로아 레인(비앙카) 역
- 2012년, 2014년 ~ 2015년, 2018년 ~ 2019년, 2021년 ~ 2022년, 2024년 ~ 2025년 《시카고》_록시 하트 역
- 2013년 ~ 2014년, 2020년 ~ 2021년 《고스트》_몰리 젠슨 역
- 2015년 《유린타운》_호프 클로드웰 역
- 2016년 《위키드》_글린다 역
- 2016년 ~ 2017년, 2019년 ~ 2020년, 2022년 《아이다》_암네리스 역
- 2017년 《벤허》_에스더 역
- 2017년 ~ 2018년 《혐오스런 마츠코의 일생》_카와지리 마츠코 역
- 2018년, 2021년 《레드북》_안나 역
- 2018년 ~ 2019년, 2021년 ~ 2022년, 2025년 《지킬 앤 하이드》_루시 역
- 2020년 《렌트》_미미 역
- 2022년 ~ 2023년 《물랑루즈!》_사틴 역
- 2023년 ~ 2024년 《드라큘라》_미나 머레이 역

### 연극
- 2023년, 2025년 《2:22 A GHOST STORY》_제니 역

## 수상
| 연도   | 수상 목록 |
| ------ | --- |
| 2005년 | - SBS 가요대전 여자 신인상 - MBC 10대 가수 가요제 여자 신인상 - 멜론 뮤직 어워드 신인상 - 제20회 골든디스크 신인상 - 제12회 대한민국 연예예술상 댄스부문 여자가수상 - 제22회 코리아베스트드레서 시상식 베스트드레서상 가수 부문                       |
| 2007년 | - 제22회 골든디스크 디지털음원부문 대상 - 제22회 골든디스크 디지털음원부문 본상 - 싸이월드 디지털 뮤직 어워드 Song Of The Month - Mnet 20's Choice 인기 가수상 - M.net KM Music Festival 여자 가수상 - 제14회 대한민국 연예예술상 댄스부문 여자가수상 |
| 2012년 | - 제18회 한국뮤지컬대상 시상식 여우신인상 |
| 2015년 | - 케이블TV 방송대상 패션피플상 - 제9회 대구국제뮤지컬페스티벌(DIMF) 올해의 스타상 - 서울 석세스 어워드 뮤지컬 대상 |
| 2018년 | - 제7회 예그린 뮤지컬 어워드 여우주연상 |

### 가요 프로그램 1위
| 연도             | 수상 내역 (총 12회) |
| ---------------- | --- |
| 2007년 (총 12회) | - 유혹의 소나타 (총 9회) - 3월 29일 M.net 《엠카운트다운》 1위 - 3월 31일 KM 《쇼 뮤직탱크》 1위 - 4월 1일 SBS 《인기가요》 뮤티즌송 - 4월 7일 KM 《쇼 뮤직탱크》 1위 - 4월 8일 SBS 《인기가요》 뮤티즌송 - 4월 14일 KM 《쇼 뮤직탱크》 1위 - 4월 21일 KM 《쇼 뮤직탱크》 1위 - 4월 22일 SBS 《인기가요》 뮤티즌송 (트리플 크라운) - 4월 28일 KM 《쇼 뮤직탱크》 1위 (최강자) - 이럴 거면 (총 2회) - 5월 10일 M.net 《엠카운트다운》 1위 - 5월 27일 SBS 《인기가요》 뮤티즌송 - 기타 수상 내역 (총 1회) - 7월 1일 KBS 2TV 《뮤직뱅크》 상반기를 빛낸 최고의 가수 1위 |